# Abdellah ben Yassin
Pour les articles homonymes, voir Yacine.
Abdellah ben Yassin (en amazighe : ⵄⴱⴷⵍⵍⴰⵀ ⵓ ⵢⴰⵙⵉⵏ) est un théologien malikite marocain du XIe siècle, natif de Tamanart dans le Souss (Maroc) dans la tribu berbère des Guezoula, fondateur du mouvement religieux et politique Almoravide, qui va mener à la création de l'Empire almoravide (1040–1147), un empire musulman incluant la majorité du Maghreb ainsi qu'une grande partie de la péninsule ibérique.

## Biographie
Abdallah ben Yassin est né à Tamanart dans le Souss d'une mère nommée Tin Izamarren appartenant à une famille guezoulienne (Guezoula).
Vers le milieu du XIe siècle, au retour de Yahya ben Ibrahim el-Godali (chef des Goudala) et des notables de sa tribu du pèlerinage de la Mecque, il rencontre à Kairouan un professeur de droit malékite, originaire du Maroc, Abou Imran al-Fasi. Se rendant compte de son ignorance, il lui demande un de ses disciples pour enseigner le Coran aux tribus sanhadjiennes du désert. Mais aucun citadin qui entourait le maître ne voulut prêcher de si rudes compagnons. Abou-imran indiqua alors Yahya, un savant de l'extrême Souss susceptible de trouver un prédicateur parmi ses étudiants. L'un d'entre eux, Abdullah Ibn Yassin, accepta de suivre le chef des Lemtouna. À travers les textes d'Al-Bakri
Il s'attacha, par la persuasion, plusieurs tribus berbères, fonda un ribat (sorte de couvent militaire) dans les îles de Tidra (actuelle Mauritanie), et étendit sa domination par le djihad.
"Il est régulièrement écrit que cet établissement aurait été situé dans les îles Tidra , sur la côte mauritanienne, entre la baie du Lévrier et le cap Timiris, ce qui n’a pas été confirmé. Cyr Descamps qui, à la demande du président mauritanien Mokhtar Ould Daddah, participa en 1965 et 1966 à deux missions de l’IFAN alors dirigé par Vincent Monteil pour localiser ce ribat, a parcouru l’île de Tidra, puis différentes îles du Banc d’Arguin sur lesquelles ne fut trouvée aucune trace correspondant à cette époque. S’il a existé, ce « monastère fortifié » selon la traduction habituelle ne pouvait en tout état de cause pas davantage avoir été situé sur une île du fleuve Sénégal ou plus au sud car ces régions n’ont été islamisées que plus tard" .
Les Almoravides étendirent leur domination sur une immense partie du grand Sahara (Mauritanie, Sénégal, centre et sud du Maroc, ouest de l'Algérie).
En 1059, combattant les Berghouata (Barghwata), Abdellah Ibn Yassin trouva la mort, le 08 Juillet, non loin de la ville de Rommani ou son mausolée existe encore de nos jours.
Il fut remplacé par Sulaiman ibn Haddu qui, tué à son tour, ne sera pas remplacé.